# János Bogye
János Bogye (* 17. Januar 1931 in Pesterzsébet bei Budapest) ist ein ehemaliger Offizier in der Volksrepublik Ungarn und zuletzt als Generalleutnant (Altábornagy) von 1977 bis 1989 stellvertretender Leiter der für den Staatssicherheitsdienst und die politische Geheimpolizei der Ungarischen Volksrepublik zuständigen Hauptgruppe BM III Staatssicherheit (Állambiztonsági) sowie zugleich Leiter der Gruppe BM III/I Aufklärung (Hírszerzés) des Innenministeriums (Belügyminisztérium).

## Leben

### Eintritt in die Staatsschutzbehörde ÁVH und Agent an Botschaften
János Bogye, Sohn von Julianna Papp, arbeitete nach dem Besuch einer Kaufmännischen Schule bis 1947 als Hilfsarbeiter in einer Metallwaren- und Werkzeugfabrik und danach in Pesterzsébet von 1947 bis 1948 als Mitglied der Bezirksorganisation der Ungarischen Demokratischen Jugendföderation MADISZ (Magyar Demokratikus Ifjúsági Szövetség) sowie zwischen 1948 und 1949 als Angestellter des Bezirkszentrums des Volksverbandes der Ungarischen Jugend MINSZ (Magyar Ifjúság Népi Szövetsége). Nachdem er zwischen 1949 und 1950 die Schule für Funktelegrafenoffiziere besucht hatte, war er zwischen Mai und September 1950 Mitarbeiter der Staatsschutzbehörde ÁVH (Államvédelmi Hatóság). Er war daraufhin 1950 Funker an der Botschaft in der Deutschen Demokratischen Republik und nach seiner Beförderung zum Unterleutnant (Alhadnagy) von 1951 bis 1953 Funker an der Botschaft in Argentinien, wo er 1952 auch zum Leutnant (Hadnagy) befördert wurde. Nach einer kurzen Verwendung als Funker an der Botschaft in der Sowjetunion 1953 war er zwischen 1953 und 1955 im Innenministerium (Belügyminisztérium) Einsatzoffizier in der Abteilung BMII/2 Spionageabwehr (Kémelhárítás). 1955 kehrte er an die Botschaft in Argentinien zurück und war dort bis 1957 Einsatzoffizier mit diplomatischem Status, wobei er 1956 auch zum Oberleutnant (Főhadnagy) befördert wurde. Nach seiner Rückkehr war er im Innenministerium zwischen 1957 und 1960 Leitender Operationsoffizier in der Abteilung BM II/3 Aufklärung (Hírszerzés). 
Nachdem er 1960 zum Hauptmann (Százados) befördert worden war, wurde Bogye zur Botschaft in Italien und war dort zunächst Dritter Sekretär sowie anschließend von 1961 bis 1965 Vizekonsul, eine Zeit, in der das Zweite Vatikanische Konzil (11. Oktober 1962 bis 8. Dezember 1965) stattfand. Dabei hielt er für die Botschaft, aber auch den sowjetischen KGB Kontakte zu den dortigen ungarischen Geistlichen. Während dieser Zeit absolvierte er zudem 1962 die Fremdsprachenhochschule des Innenministeriums. Nach seiner Rückkehr wurde er 1965 zum Major (Őrnagy) befördert und zunächst bis 1967 Mitarbeiter der Abteilung BM III/I-6 Information, Auswertung, Analyse (Tájékoztatás, értékelés, elemzés) sowie daraufhin zwischen 1967 und 1971 der Abteilung BM III/I-8 Illegale Aufenthalte und Beschäftigung von Geheimdienstagenten (Illegális rezidentúrák és hírszerzők foglalkoztatása). Danach war er zwischen dem 1. November 1971 und dem 31. Januar 1974 erstmals Leiter der Abteilung BM III/1-3 Geheimdienstaktionen gegen Deutschland (Hírszerzés az NSZK ellen) und wurde in dieser Verwendung 1972 zum Oberstleutnant (Alezredes). Nachdem er zwischen dem 2. Januar und dem 1. Dezember 1974 Parteihochschule der Ungarischen Sozialistischen Arbeiterpartei MSZMP (Magyar Szocialista Munkáspárt) absolviert hatte, war er vom 1. Dezember 1974 bis zum 30. April 1976 abermals Leiter der Abteilung BM III/1-3.

### Leiter der Aufklärung des Geheimdienstes und Aufstieg zum Generalleutnant
Daraufhin fungierte János Bogye zwischen dem 1. Mai und dem 31. Dezember 1976 zunächst als stellvertretender Leiter der Gruppe BM III/I sowie nach seiner Beförderung zum Oberst (Ezredes) als Nachfolger von Generalmajor Sándor Rajnai vom 1. Januar 1977 bis zum 30. November 1989 als Leiter der Gruppe BM III/I Aufklärung (Hírszerzés). In den 1980er Jahren führte er ein Gespräch mit dem Leiter der Hauptverwaltung A im Ministerium für Staatssicherheit der DDR, Markus Wolf, wonach der Terrorist Ilich Ramírez Sánchez alias „Carlos“ sich in Budapest – mit Wissen des Generalsekretärs des ZK der MSZMP János Kádár, Innenminister András Benkei und des Staatssicherheitsdienstes – eine Operationsbasis geschaffen hat. Aufgrund dessen internationaler terroristischer Anschläge stieg der Druck auf Staaten, die Ramírez Sánchez bis dahin toleriert hatten. Dies führte dazu, dass „Carlos“ 1985 aus Ungarn ausgewiesen wurde. Zugleich war er zwischen dem 1. Januar 1977 und dem 30. November 1989 auch stellvertretender Leiter der für den Staatssicherheitsdienst und die politische Geheimpolizei der Ungarischen Volksrepublik zuständigen Hauptgruppe BM III Staatssicherheit (Állambiztonsági) des Innenministeriums. Er wurde 1978 zum Generalmajor (Vezérőrnagy) befördert und absolvierte 1980 einen Lehrgang für ideologische Führung an der Parteihochschule der MSZMP. Zuletzt wurde er 1988 noch zum Generalleutnant (Altábornagy) befördert und trat am 30. November 1989 mit dem Niedergang des Kádár-Systems und des Zusammenbruchs des Kommunismus in den Ruhestand.
Noch 1988, ein Jahr vor dem Zusammenbruch des Kommunismus in weiten Teilen Osteuropas, konnte Geheimdienstchef Generalmajor János Bogye die Kirchenpolitik seiner Regierung als Erfolg verkünden, der seiner Ansicht nach auch zur innenpolitischen Stabilität des Landes beigetragen habe seine Verbesserung des internen Rufs. Als es bereits in der Gesellschaft rumorte, bezeichnete er die ungarischen Kirchen, die bis Mitte der 1960er Jahre vollständig gleichgeschaltet wurden, anlässlich einer Ministerialbesprechung 1988 als „letzte zuverlässige Verbündete“. Dabei führte er unter anderem Gespräche mit dem Bischof von Veszprém, József Szendi.

## Weblink
- Bogye János. In: Historisches Archiv der Staatssicherheitsdienste (Állambiztonsági Szolgálatok Történeti Levéltára). Abgerufen am 2. März 2023 (ungarisch).